# Rod (matematik)
 For alternative betydninger, se Rod. (Se også artikler, som begynder med Rod)
I matematik er en rod af en funktion f et element x i funktionens definitionsmængde, hvorom der gælder, at
f(x) = 0.
Hvis funktionen afbilder de reelle tal i de reelle tal, kaldes de punkter, hvor funktionens graf skærer x-aksen, for nulpunkter. En funktions rødder er således 1.-koordinater til funktionens nulpunkter, men ofte bruges ordene rødder og nulpunkter synonymt.
Ordet rod kan også henvise til et tal på formen a1/n (hvilket er roden i polynomiet xn-a) såsom kvadratroden eller andre rødder.

## Eksempel
Betragt polynomiet f : R → R givet ved følgende formel:
{\displaystyle f(x)=x^{2}-5x+6\,}
Tallet 3 er rod i polynomiet, idet {\displaystyle f(3)=3^{2}-5\cdot 3+6=0\,.}

## Rødder i polynomier
Der er foretaget omfattende matematisk forskning for at finde rødder af forskellige funktioner - specielt polynomier.  
Alle reelle polynomier af ulige grad har mindst et reelt tal som rod, hvorimod mange reelle polynomier af lige grad ikke har reelle rødder.
Hvis P betegner et polynomium, så er x=r rod i polynomiet netop hvis der findes en faktorisering {\displaystyle P(x)=(x-r)\cdot Q(x)}, hvor Q er et polynomium af grad 1 lavere en graden af P. Kendskab til et polynomiums rødder giver dermed vigtig information om strukturen af et polynomium. En rod r  siges at have multiplicitet m, dersom P kan skrives på formen  {\displaystyle P(x)=(x-r)^{m}\cdot Q(x)}. Algebraens fundamentalsætning siger, at ethvert polynomium af grad n har n komplekse rødder regnet med multipliciteter. Disse ikke-reelle rødder af reelle polynomier kommer i konjugerede par. De komplekse tal blev udviklet for at håndtere rødder af anden- og tredjegradsligninger med negative diskriminanter (det vil sige de, der fører til udtryk med kvadratrødder af negative tal.)

## Den n'te rod
Hvis x>0 og n er et naturligt tal defineres den n'te rod af x ved {\displaystyle {\sqrt[{n}]{x}}=x^{1/n}}. Den n'te rod er således en potensfunktion, der er den inverse funktion til funktionen {\displaystyle f(x)=x^{n}}.   Den n'te rod er den positive løsning til ligningen {\displaystyle t^{n}=x}. Hvis n=2 taler man om kvadratrod og hvis n=3 taler man om kubikrod. 
Den n'te rod af 0 er nul. Hvis n er et ulige tal og x<0, er {\displaystyle -(-x)^{1/n}} den entydigt bestemte løsning til ligningen {\displaystyle t^{n}=x}, så man definerer {\displaystyle {\sqrt[{n}]{x}}=-(-x)^{1/n}}.

## Riemanns formodning
Et af de vigtigste uløste problemer i matematikken omhandler placeringen af rødderne i Riemanns zetafunktion.